# Lydellina villeneuvei
Lydellina villeneuvei är en tvåvingeart som beskrevs av Townsend 1933. Lydellina villeneuvei ingår i släktet Lydellina och familjen parasitflugor. Inga underarter finns listade i Catalogue of Life.